# Distretto Occidentale
Il distretto Occidentale, in inglese Western district, è una delle tre suddivisioni amministrative di primo livello, delle Samoa Americane, ha una superficie di 74,78 km² e in base al censimento del 2000, 32.435 abitanti.

## Geografia fisica
Il distretto Occidentale comprende la parte ovest dell'isola Tutuila, che va dal Capo ovest alla Baia Sita e alla Laguna Pala.
Lo United States Census Bureau certifica che l'estensione del distretto è di 200,21 km², di cui 198,9 km² composti da terra e i rimanenti 1,31 km² composti di acqua.

### Lagune, baie, fiumi e montagne
Il distretto comprende le seguenti lagune, baie, fiumi e montagne: 
| - Pala Lagoon | - Larsen Bay - Fagatele Bay - Leone Bay - Poloa bay - Maloata Bay - Aoloau Bay - Massacre Bay - Sita Bay |  | - Faalogo Stream - Leaveave Stream - Taumatu Stream | - Manunu Ridge - Tuaslvitasl Ridge |

### Riserve naturali
- Cape Taputapu National Natural Landmark
- Fogama'a Crater National Natural Landmark
- Fagatele Bay National Marine Sanctuary
- Leone Pala Special Management Area
- Le'ala Shoreline National Natural Landmark

### Principali strade
- American Samoa Highway 001, principale collegamento stradale dell'isola Tutuila. Collega Leone a Faga'itua.

## Suddivisione in contee
Il distretto è suddiviso in 4 contee:
- Contea di Lealataua
- Contea di Leasina
- Contea di Tualatai
- Contea di Tualauta